# 弗氏纽蛛
弗氏纽蛛（学名：Telamonia vlijmi）为跳蛛科纽蛛属的动物。分布于日本以及中国大陆的安徽、浙江、湖南、福建等地。该物种的模式产地在日本。